# Pseudochironitis benningseni
Pseudochironitis benningseni là một loài bọ cánh cứng trong họ Bọ hung (Scarabaeidae).